# Alliance de gauche (Genève)
Pour les articles homonymes, voir Alliance de gauche et ADG.
L'Alliance de gauche (AdG) est un parti politique du canton de Genève (Suisse) qui exista de 1993 à 2006.

## Histoire
Il est créé après que Christian Grobet se soit porté candidat au Conseil d'État malgré le refus du Parti socialiste de le porter à nouveau sur sa liste. Il est constitué des indépendants regroupés autour de Grobet, du Parti du Travail (PdT) et du mouvement SolidaritéS.
En 1993, lors de la création de l'Alliance de gauche, celle-ci obtient 21 des 100 sièges du Grand Conseil devenant ainsi la première formation de la gauche[réf. nécessaire]. En 1995, SolidaritéS décide de faire cavalier seul lors des élections fédérales alors que le PdT et les indépendants présentent une liste commune pour le Conseil national sur laquelle sont élus Grobet et Jean Spielmann. 
En 1999, l'AdG part divisée aux élections municipales en ville de Genève car SolidaritéS et les indépendants ne désirent pas soutenir le conseiller administratif André Hediger (PdT). En 2003, elle se déchire à nouveau lors des élections fédérales, Grobet étant écarté par SolidaritéS qui souhaite absolument faire élire Pierre Vanek. Spielmann (PdT) perd son siège.
En 2004, une tentative de réforme interne échoue. En 2005, alors que l'AdG préconise le rejet de l'accord sur l'extension de la libre-circulation des personnes, SolidaritéS recommande son acceptation. Un mois plus tard, lors des élections cantonales, l'AdG se scinde, le PdT et les indépendants présentant leur propre liste et le mouvement SolidaritéS présentant la sienne. Du fait de cette division, aucune liste n'obtient le quorum de 7 % exigé pour obtenir une représentation au Grand Conseil, la liste de l'Alliance de gauche (PdT et indépendants) passant à 100 bulletins du quorum. De ce fait, plus de 13 % des électeurs ne sont plus représentés au parlement genevois.
Le 16 mars 2006, SolidaritéS finit par annoncer son retrait de l'AdG. En septembre 2006, l'alliance moribonde disparaît au profit d'une nouvelle coalition, À gauche toute ! Genève, qui regroupe les trois anciennes formations de l'AdG ainsi que le Parti communiste genevois.
Au Conseil national, l'AdG est successivement représentée par Jean Spielmann (1993-2003), Christian Grobet (1995-2003) et Pierre Vanek (2003-2006).

## Autres personnalités
- Daniel Künzi, conseiller municipal de la ville de Genève[1].